# Isanavarman II
Isanavarman II (Vrahmaloka ou Brahmaloka) est un roi qui a régné sur l'Empire khmer, de 925 à 928.

## Origine
Fils d'Yasovarman Ier et frère cadet de Harṣavarman Ier.

## Règne
On ne sait que peu de choses de ce souverain. L'inscription de Baksei Chamkrong le dépeint comme « dépassant l'Amour par sa beauté et possédant tous les arts » et mentionne qu'il est de la même mère que Harṣavarman Ier.